# Наукові пікніки
Наукові пікніки — науково-популярний фестиваль, що відбувається в Україні з 2013 року
Вперше Наукові пікніки в Україні відбулися восени 2013 року в 5 містах — Києві, Тернополі, Львові, Харкові і Луганську.
Проект зародився в Польщі і вперше відбувся у 1997 році. Наукові пікніки у Варшаві — це найбільша науково-популярна подія Європи, у якій регулярно бере участь і команда Наукових пікніків в Україні.

## Концепція
Мета події — в парках, скверах чи на площах знайомити відвідувачів з науковцями, показувати, що наука може бути цікавою. Учасники пікніків спеціалісти, науковці, ентузіасти, які діляться своїми знаннями з публікою. На пікніках наука не подається теоретично, а захоплює, розважає, розкриває таємниці фізики, хімії, біології та інших сфер науки.
Метою проекту є популяризація науки серед молоді: дітей, школярів, студентів, молодих батьків.

## Учасники
Учасниками Наукових пікніків у Києві є університети, школи, гуртки, ентузіасти, інститути Національної академії наук України. З НАНУ найчастішими учасниками є науково-популярний проект «Дні науки», вчені Інституту зоології імені І. І. Шмальгаузена НАН України, Інституту біохімії імені О. В. Палладіна НАН України, Інституту фізіології імені О. О. Богомольця НАН України, Інституту мікробіології і вірусології імені Д. К. Заболотного НАН України, викладачі й вихованці Національного центру «Мала академія наук України».

## Історія
Вперше Наукові пікніки у Києві відбулися у вересні 2013 року на території КПІ. В наступні роки традиційним місцем проведення є парк Шевченка.
З 2017 року Наукові пікніки проходять за підтримки киян на конкурсі Громадського бюджета Києва.
З 2018 року в Києві також проходить фестиваль Медичні пікніки. Фестиваль має ту саму ідею і формат, що і Наукові пікніки, але учасники розповідають про людину та здоров'я.

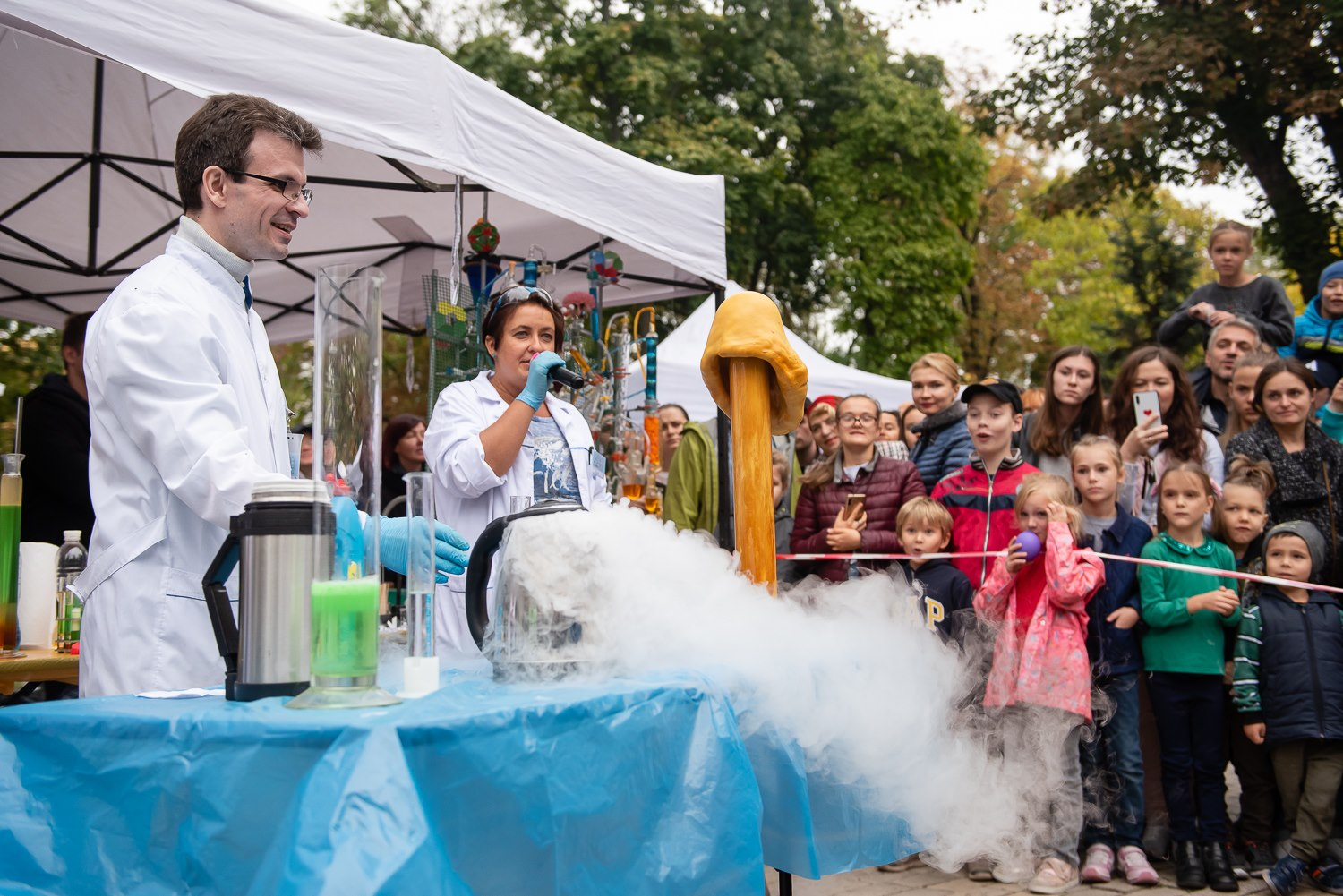
Наукові пікніки у Києві в 2019 році